# Avram Hershko

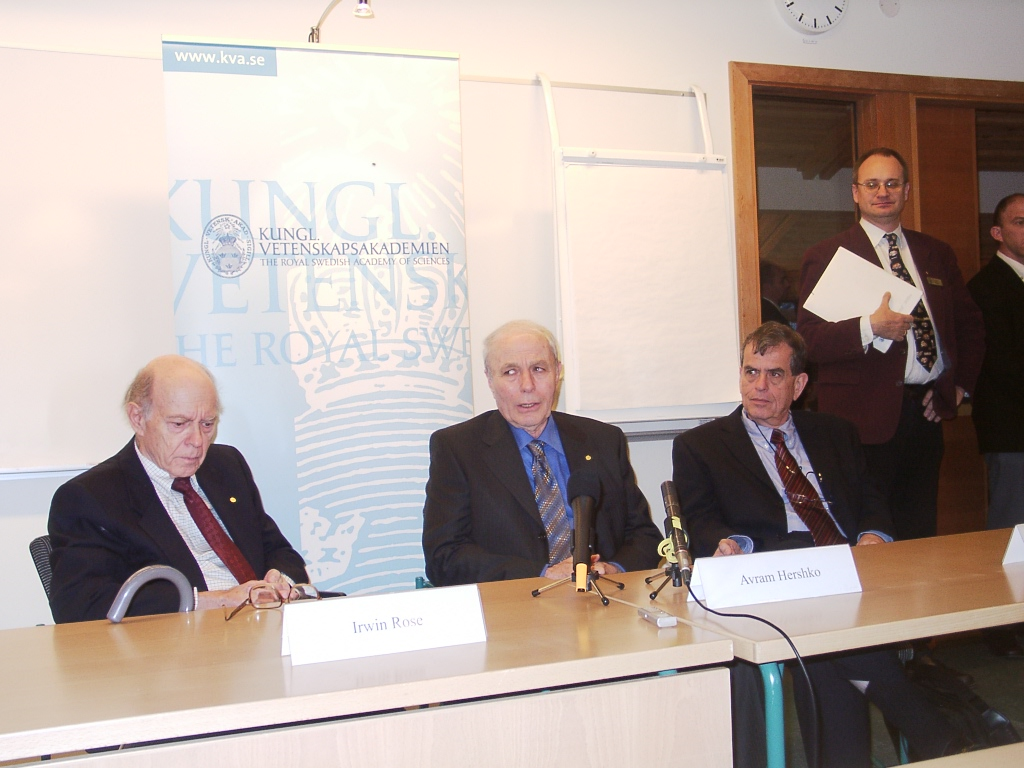
Avram Hershko (i mitten) med Rose och Ciechanover

Avram Hershko, född 31 december 1937 i Karcag, Ungern, är en israelisk biokemist, verksam vid den tekniska högskolan Technion i Haifa. Hershko mottog, tillsammans med Aaron Ciechanover och Irwin Rose, 2004 års nobelpris i kemi för upptäckten av ubiquitinmedierad proteinnedbrytning.
Ciechanover, Hershko och Rose har upptäckt och utforskat mekanismerna som styr nedbrytningen av oönskade proteiner i cellerna. Nedbrytningen sker inte urskillningslöst utan genom en i detalj styrd process där just de proteiner som ska brytas ned i ett visst ögonblick förses med en molekylär etikett i form av en molekyl kallad ubiquitin. Proteinerna transporteras sedan till proteasomerna i cellen där de hackas sönder i småbitar och förstörs.
2000 tilldelades han Albert Lasker Basic Medical Research Award och 2001 Wolfpriset i medicin tillsammans med Alexander Varshavsky.